# Coyoacán
Coyoacán ( escuchar) es una de las dieciséis demarcaciones territoriales de la Ciudad de México y se encuentra en el centro geográfico de esta. Su territorio abarca 54.4 kilómetros cuadrados que corresponden al 3.6% del territorio de la capital del país y está ubicado al sureste de la cuenca de México. La parte más alta corresponde al cerro Zacatépetl, en el suroeste de la alcaldía, donde también se encuentra la zona de Los Pedregales. Todo el territorio coyoacanense se encuentra urbanizado, pero dentro de él se encuentran importantes zonas verdes como la Reserva Ecológica del Pedregal de San Ángel, los Viveros de Coyoacán y Ciudad Universitaria de la Universidad Nacional Autónoma de México (UNAM), declarada en 2007 como Patrimonio de la Humanidad.
Es un sitio con una alta concentración de infraestructura cultural y turística. Dentro de ella se encuentran las sedes de instituciones educativas de México, como la mencionada UNAM y la Universidad Autónoma Metropolitana (UAM). Alberga recintos como el Museo Nacional de las Intervenciones, el Museo Anahuacalli, el Museo Nacional de la Acuarela Alfredo Guati Rojo, el Museo Casa de León Trotsky, el Museo del Automóvil, el Museo Frida Kahlo, el Museo Universitario de Arte Contemporáneo y el Centro Cultural Universitario.
El centro histórico de Coyoacán es uno de los barrios intelectuales y bohemios de la capital mexicana. Numerosos personajes públicos nacionales y extranjeros, tanto artistas como intelectuales y políticos, han tenido su residencia en Coyoacán o en sus barrios.
Coyoacán es la tercera demarcación de la Ciudad de México, y la cuarta a nivel nacional, con el mayor índice de desarrollo humano en México debido a la intensa actividad comercial existente, alta calidad de sus servicios y educación, la población flotante que convive y vive en la delegación así como ser considerada una zona de carácter residencial y comercial.

## Toponimia
Coyoacán es un topónimo de origen náhuatl. Resultó de la castellanización de la voz nahua Coyohuacan, que deriva de los vocablos cóyotl 'coyote', -hua 'partícula posesiva', y -can 'partícula locativa'. De esta manera, se puede traducir como "lugar de los dueños de coyotes". El glifo Coyohuacan es la imagen de un coyote con un círculo en el vientre y es el emblema actual del gobierno coyoacanense.

## Geografía

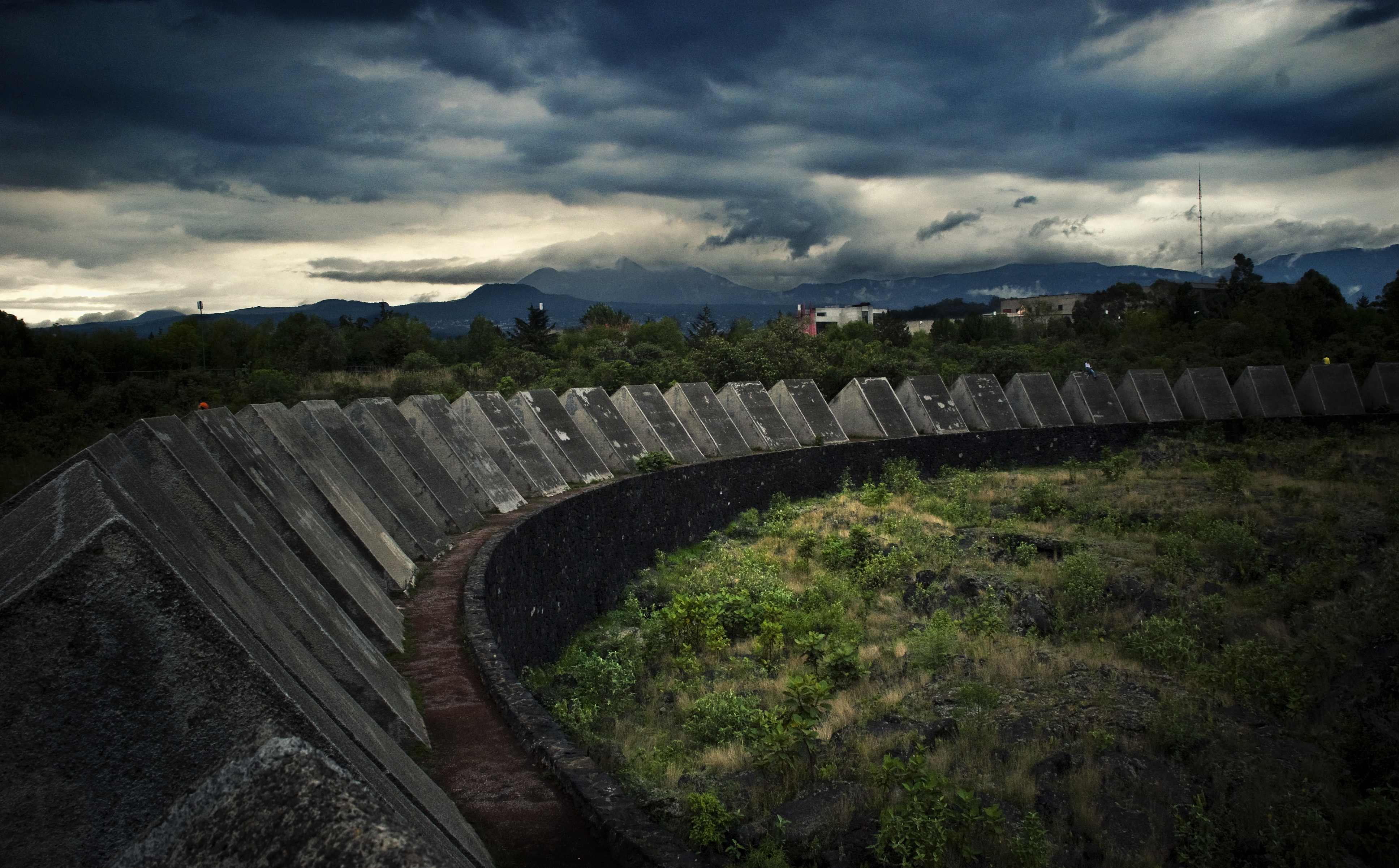
El Espacio Escultórico es una integración artística del paisaje volcánico de Los Pedregales. Se encuentra en la Ciudad Universitaria.

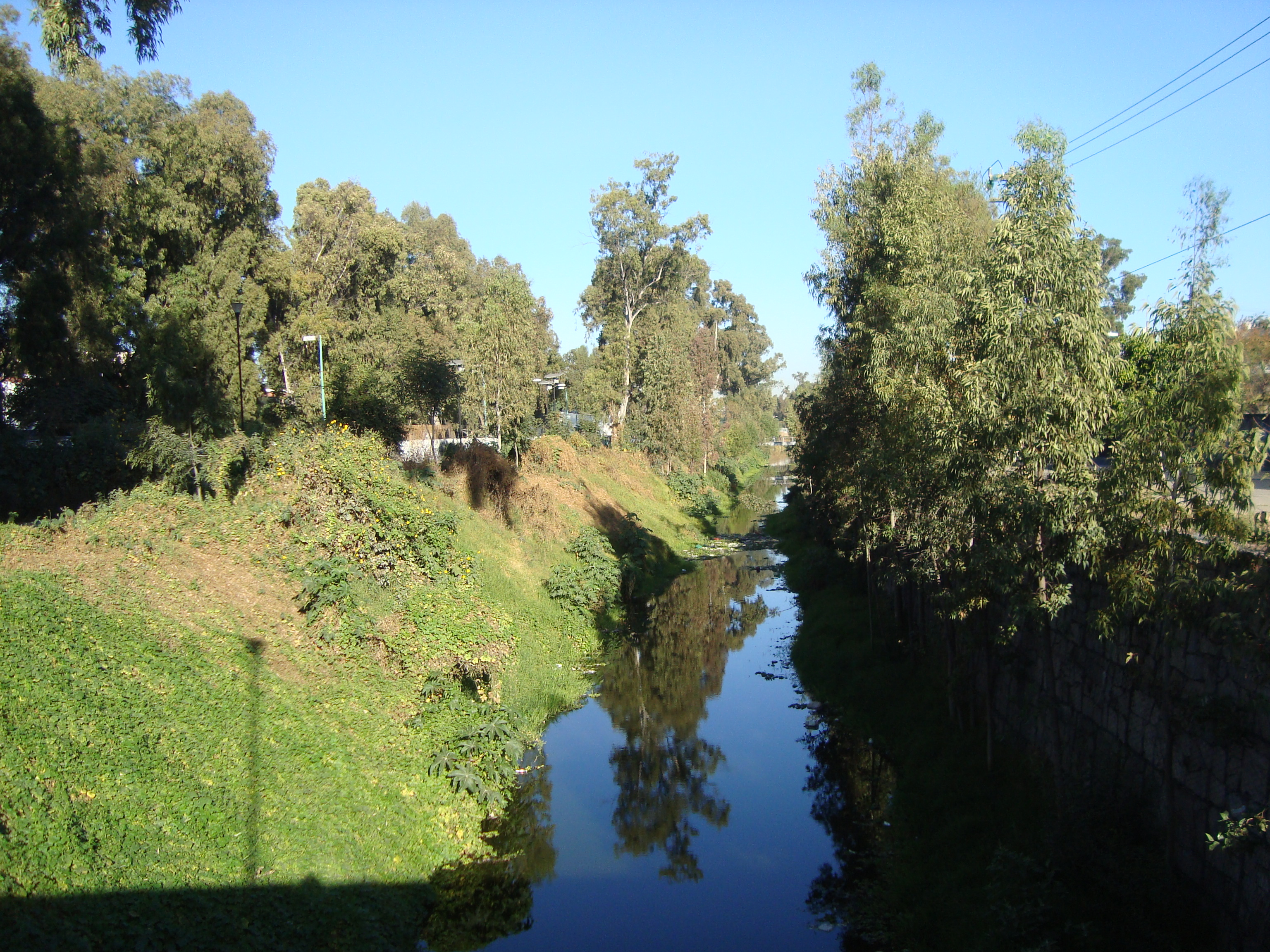
Vista del canal Nacional a la altura del puente del Toro en Los Culhuacanes. Junto con el río Magdalena, son los únicos cauces superficiales en Coyoacán.

### Límites
Coyoacán se ubica en el centro geográfico de Ciudad de México, posee una superficie de 54.12 kilómetros cuadrados que representan el 3,6% del territorio de la capital del país. Colinda al norte con Benito Juárez; al oriente, con Iztapalapa; al sureste, con Xochimilco; al sur, con Tlalpan; y al poniente, con Álvaro Obregón. Los linderos de la alcaldía de Coyoacán son descritos por la Ley Orgánica de la Administración Pública de la Ciudad de México.

### Relieve
El territorio de Coyoacán es plano en lo general, y se encuentra a una altitud promedio de 2240 metros sobre el nivel del mar (m s. n. m.), que es la altitud del valle de México. Pequeñas variaciones se presentan en San Francisco Culhuacán, la Ciudad Universitaria y Santa Úrsula Coapa, con altitudes de 2250 m s. n. m. El sudoeste de la alcaldía corresponde a Los Pedregales, cuyas irregularidades superficiales son resultado de las erupciones del volcán Xitle que cubrieron de basalto esa región en torno al primer siglo de la era común. También en el poniente de la alcaldía se encuentra el cerro Zacatépetl, que con su altitud de 2420 m s. n. m. (180 metros sobre el nivel del valle de México) es la única y mayor eminencia orográfica dentro del territorio coyoacanense.
La totalidad de Coyoacán se encuentra dentro de la subprovincia Lagos y Volcanes del Anáhuac de la provincia fisiográfica del Eje Neovolcánico. Esta zona se caracteriza por la presencia de altas cadenas volcánicas que emergieron entre el Terciario y el Cuaternario. El 47% de la superficie corresponde a la meseta basáltica o malpaís de Los Pedregales, ubicados al poniente de Villa Coyoacán y Santa Úrsula Coapa. El 39% corresponde a la llanura lacustre, descubierta con la desecación del lago de Xochimilco que ocupaba el tercio oriental del actual término de la alcaldía. El resto del territorio corresponde al aluvión de los lagos de Anáhuac.

### Hidrografía
Coyoacán forma parte de la subcuenca Texcoco-Zumpango de la cuenca del río Moctezuma, en la región hidrológica del río Pánuco. El oriente de la alcaldía fue ocupado por el lago de Xochimilco hasta que fue desecado mediante la apertura de la cuenca de México. En 1607 se abrieron los canales que permitieron desaguar el Anáhuac a través del río Tula, que es uno de los tributarios del Moctezuma. De la antigua zona lacustre de Coyoacán sólo queda el canal Nacional, que forma el límite con la alcaldía Iztapalapa. La zona poniente era surcada por pequeños ríos que desembocaban en el lago de Texcoco. El río Churubusco y parte del río Magdalena han sido entubados y desaguan en la zona federal del lago de Texcoco.

### Clima
| Parámetros climáticos promedio de la estación meteorológica de Coyoacán · 19°19′08″N 99°08′44″O / 19.31889, -99.14556 | Parámetros climáticos promedio de la estación meteorológica de Coyoacán · 19°19′08″N 99°08′44″O / 19.31889, -99.14556 | Parámetros climáticos promedio de la estación meteorológica de Coyoacán · 19°19′08″N 99°08′44″O / 19.31889, -99.14556 | Parámetros climáticos promedio de la estación meteorológica de Coyoacán · 19°19′08″N 99°08′44″O / 19.31889, -99.14556 | Parámetros climáticos promedio de la estación meteorológica de Coyoacán · 19°19′08″N 99°08′44″O / 19.31889, -99.14556 | Parámetros climáticos promedio de la estación meteorológica de Coyoacán · 19°19′08″N 99°08′44″O / 19.31889, -99.14556 | Parámetros climáticos promedio de la estación meteorológica de Coyoacán · 19°19′08″N 99°08′44″O / 19.31889, -99.14556 | Parámetros climáticos promedio de la estación meteorológica de Coyoacán · 19°19′08″N 99°08′44″O / 19.31889, -99.14556 | Parámetros climáticos promedio de la estación meteorológica de Coyoacán · 19°19′08″N 99°08′44″O / 19.31889, -99.14556 | Parámetros climáticos promedio de la estación meteorológica de Coyoacán · 19°19′08″N 99°08′44″O / 19.31889, -99.14556 | Parámetros climáticos promedio de la estación meteorológica de Coyoacán · 19°19′08″N 99°08′44″O / 19.31889, -99.14556 | Parámetros climáticos promedio de la estación meteorológica de Coyoacán · 19°19′08″N 99°08′44″O / 19.31889, -99.14556 | Parámetros climáticos promedio de la estación meteorológica de Coyoacán · 19°19′08″N 99°08′44″O / 19.31889, -99.14556 | Parámetros climáticos promedio de la estación meteorológica de Coyoacán · 19°19′08″N 99°08′44″O / 19.31889, -99.14556 |
| Mes | Ene. | Feb. | Mar. | Abr. | May. | Jun. | Jul. | Ago. | Sep. | Oct. | Nov. | Dic. | Anual |
| --- | --- | --- | --- | --- | --- | --- | --- | --- | --- | --- | --- | --- | --- |
| Temp. máx. media (°C)                                                                                                 | 22.5 | 24.1 | 32.0 | 28.1 | 27.5 | 25.7 | 24.4 | 24.5 | 24.0 | 23.6 | 23.2 | 22.3 | 24.7 |
| Temp. media (°C) | 13.9 | 15.3 | 18.0 | 19.4 | 19.5 | 19.1 | 18.0 | 18.2 | 17.8 | 17.0 | 15.5 | 14.1 | 17.2 |
| Temp. mín. media (°C)                                                                                                 | 5.2 | 6.4 | 10.9 | 10.8 | 11.4 | 12.4 | 11.7 | 11.8 | 11.7 | 10.3 | 7.8 | 6.0 | 9.5 |
| Precipitación total (mm)                                                                                              | 10.3 | 4.3 | 11.1 | 22.7 | 66.4 | 143.5 | 160.7 | 158.3 | 144.8 | 75.4 | 10.6 | 9.0 | 817.1 |
| Días de precipitaciones (≥ 1 mm)                                                                                      | 1.7 | 1.1 | 1.9 | 4.2 | 9.2 | 15.0 | 17.8 | 17.7 | 15.3 | 8.3 | 1.6 | 1.0 | 94.8 |
| Fuente: SMN, 2011. | | | | | | | | | | | | | |

### Vegetación
Los grandes lagos, los suelos fértiles, los bosques y la variedad de coníferas que caracterizaban el paisaje de Coyoacán, han sido sustituidos gradualmente por el avance de la mancha urbana, llevando a la deforestación y al agotamiento del suelo, lo que pone en serio peligro natural a la zona.
Como medidas de protección ambiental, se han cultivado bosques artificiales de eucaliptos, pirules, casuarinas, etc., en cerros que originalmente carecían de vegetación y en áreas naturales extintas, tal es el caso del cerro Zacatépetl.
Su total de áreas verdes en metros cuadrados es de 4,318 783.56.

Mapa físico de la alcaldía Coyoacán.

## Historia

### Época mesoamericana
Antes de la conquista, Coyoacán era un Tlahtocáyotl tepaneca cuyos límites se extendían mucho más allá de los de la actual alcaldía: los pueblos de San Ángel, Mixcoac, Tacubaya, Tlalpan, Contreras, Cuajimalpa, entre los principales, e incluso los pueblos del Ajusco y los bosques donde hoy se asienta el Desierto de los Leones formaban parte del señorío precolombino de Coyoacán. Este tlahtocáyotl estaba adscrito al gran altépetl de Azcapotzalco.
La mitad oriental del territorio coyoacanense estaba ocupado por el lago de Xochimilco. En el período anterior al establecimiento de las aldeas, la zona debió albergar a grupos de nómadas que sobrevivían del forrajeo. Durante el Período preclásico de Mesoamérica, se establecieron algunas pequeñas aldeas dedicadas a la agricultura, cuya subsistencia todavía era dependiente de la recolección y la cacería. Una de las más importantes fue Copilco, ubicada cerca de lo que actualmente es la Ciudad Universitaria. En el sitio se encontraron entierros que relacionan a esta aldea con la cultura de Cuicuilco. En una época entre los siglos I a. C. y II d. C., las erupciones del Xitle cubrieron de ceniza y basalto la vertiente sur de la cuenca del Anáhuac, incluyendo a Copilco y posiblemente otras aldeas de las cuales no se tiene noticia.

### Conquista

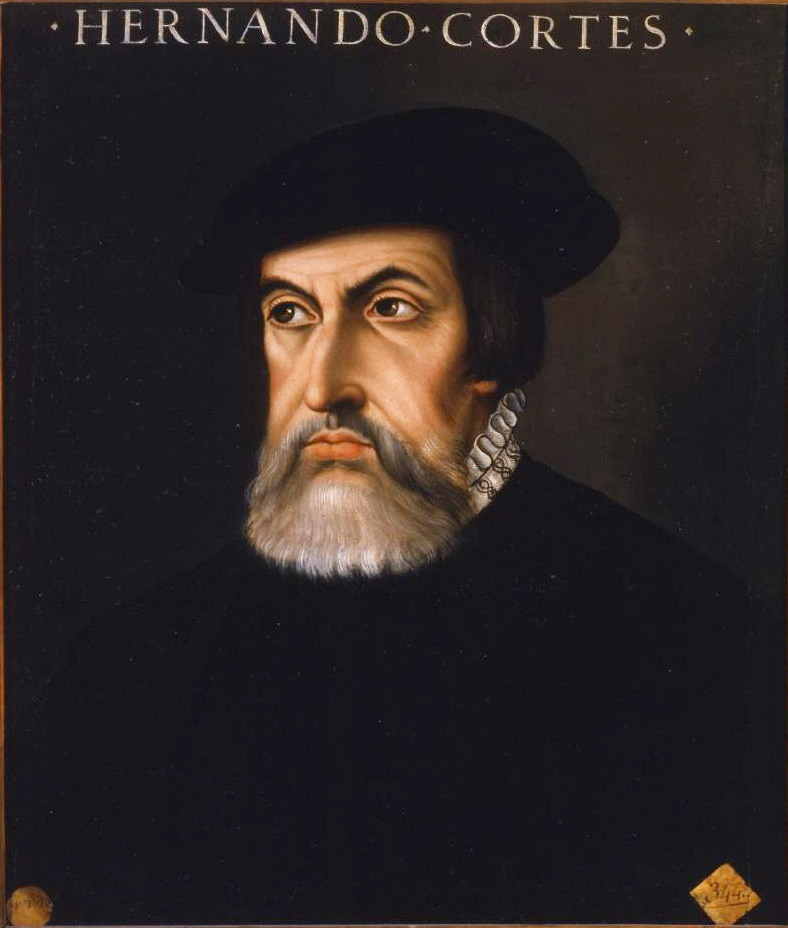
Hernán Cortés estableció en Coyoacán la primera sede del gobierno novohispano y de su marquesado.

En torno a la llegada de los españoles a México, Coyoacán era uno de los altépetl sujetos a México-Tenochtitlan. En esa época era gobernado por Cuauhpopoca, emparentado por las alianzas matrimoniales con los tlatoanis mexicas y administrador de las tierras del Totonacapan. Cuauhpopoca compartía —con otros miembros de la realeza tenochca como Cacama— la opinión de que había que combatir a los españoles, que habían entrado en los dominios mexicas por el norte del actual estado de Veracruz. En abril de 1519 los totonacos, apoyados por los españoles, intentaron resistirse al pago del tributo a México-Tenochtitlan. Los mexicas sometieron a los totonacos, que abandonaron a los españoles a su suerte. Juan de Escalante fue decapitado y su cabeza fue enviada a Moctezuma Xocoyotzin. Con este pretexto, Hernán Cortés ordenó la prisión para Moctezuma y la ejecución de Cuauhpopoca, dando inicio a las hostilidades entre los mexicas y los españoles y sus aliados.
El 30 de junio de 1520, los españoles fueron expulsados de Tenochtitlan por los guerreros mexicas. Los españoles se reforzaron con sus aliados del valle de Tlaxcala, y finalmente volvieron al valle de México en 1521. En Texcoco, que ya era uno de sus aliados, Cortés ordenó que tres regimientos rodearan por tierra a los pueblos de la ribera. Cristóbal de Olid fue el capitán de la guarnición que se estableció en Coyoacán. Trece bergantines completaron el frente del ataque final a Tenochtitlan. Cuando estas embarcaciones se acercaron a esa ciudad, fueron atacados por las embarcaciones procedentes de toda la ribera, incluyendo Coyoacán y Huitzilopochco. Cristóbal de Olid enfrentó la resistencia de Coyoacán, pero pudo vencerla por la llegada de los bergantines. Después de vencer en Coyoacán, ambos apoyaron a Gonzalo de Sandoval en su batalla contra Iztapalapa. Al final, Coyoacán pasó al bando de los españoles. Durante el sitio de Tenochtitlan, los coyoacanenses bloquearon el suministro de agua para los tenochcas y aportaron guerreros para el combate final.
Luego de la caída de México-Tenochtitlan, Cortés decidió establecerse en Coyoacán en tanto se realizaba la reconstrucción de la extinta ciudad mexica, como lo señaló el conquistador en su tercera carta-relación, ya fechada en ese sitio el 15 de mayo de 1522.

Y entre tanto que las casas se hacen, acordamos de estar y residir en esta ciudad de Cuyoacán, donde al presente estamos. De cuatro o cinco meses acá, que la dicha ciudad de Temixtitan se va reparando, está muy hermosa, y crea vuestra majestad que cada día se irá ennobleciendo en tal manera, que como antes fue principal y señora de todas estas provincias, que lo será también de aquí adelante; y se hace y hará de tal manera que los españoles estén muy fuertes y seguros y muy señores de los naturales, de manera que de ellos en ninguna forma puedan ser ofendidos.
Hernán Cortés, Tercera Carta-Relación de Hernán Cortés al Emperador Carlos V

Según el Canto tlaxcalteca acerca de la conquista fue en ese sitio donde la hija mayor de Motecuhzoma Xocoyotzin, Ichcaxóchitl Tecuichpo, casada con Cuauhtémoc y a la postre doña Isabel Moctezuma Tecuichpotzin, vio al último huey tlatoani mientras ella estaba sentada junto a Cortés. A este sitio llevarían aprehendidos a Cuauhtémoc, Tetlepanquetzal y Coanacochtzin. En Visión de los vencidos, se cita que la Relación de Chimalpahin cita a Coyoacán como el sitio donde las tropas españolas, al mando de Julián de Alderete, realizaron el tormento a Cuauhtémoc y a Tetlepanquetzalitzin.
Según Bernal, Cortés ordenó al poco tiempo realizar un gran banquete en su real de Coyoacán a donde acudieron soldados y capitanes con el fin de celebrar la rendición de México-Tenochtitlan. Al festín acudieron las tropas provenientes de los otros tres fuertes del Tepeyac y de Tacuba, a celebrar con "mucho vino de un navío que había venido de Castilla al puerto de la Villa Rica, y tenía puercos que le habían traído de Cuba". Según el cronista no hubo mesas entonces "ni para la tercia parte de los soldados y capitanes que fuimos, y hubo mucho desconcierto", y advierte que hubiera sido mejor no realizar el banquete "por muchas cosas no muy buenas que en el acaecieron".

### Nueva España

Escudo de armas utilizado por los pobladores de la Villa de Coyoacán durante el virreinato. Este escudo fue otorgado el 24 de julio de 1561 al ayuntamiento de Coyoacán por la monarquía española.

La decisión de que la capital permaneciera en Coyoacán, se moviera a Tezcoco o volviera a Tenochtitlan recayó entre Cortés y su grupo cercano de soldados, pero el capitán decidió que se asentara en Tenochtitlan. En tanto se realizaba la reconstrucción de la ciudad y la edificación de la nueva ciudad española, Cortés decidió establecerse en Coyoacán. Desde los episodios de la conquista, Cortés tuvo una relación cercana a su grupo gobernante y ello permitió que, en palabras de Salvador Novo, "en cierto doloroso sentido, puede decirse que la historia de Coyoacán empieza cuando acaba la de Tenochtitlan". Es por ello que en este sitio Cortés estableció su residencia principal y en 1521 se designó a Coyoacán como sede del gobierno de la recién establecida Nueva España, y se fundó en este sitio el segundo ayuntamiento de los nuevos dominios hispanos. La tradición situó al Antiguo Palacio del Ayuntamiento de Coyoacán como el sitio en donde se estableció dicho recinto, si bien no hay evidencia de que haya sido de esa forma. Incluso una placa posterior en dicho sitio así lo consigna, aunque las evidencias históricas podrían situar el primer ayuntamiento más cercano a la actual Plaza de la Conchita, en donde Cortés se estableció al recibir terrenos de sus aliados coyoacanenses. Las llamadas Casas del Marqués sufrieron incendios en 1636 y 1735, época en la que se construyó en 1756 lo que hoy es el referido Antiguo Palacio del Ayuntamiento.
En 1522, procedente de Cuba, arribó Catalina Xuárez de Marcayda, esposa de Cortés, acompañada de su hermano, y más familiares, incluso su abuela. Luego de ser alojados en Coatzacoalcos, arriban por instrucción cortesiana a Coyoacán, a la casa del conquistador. En dicha residencia el 1 de noviembre de 1522 ocurrió la muerte de Xuárez, a lo que Cortés alegó un problema de asma. La madre de Xuárez y su hermano acusaron en 1529 formalmente que el conquistador la estranguló. Ese mismo año ya con la Audiencia presidida por Nuño de Guzmán, el caso fue incluido en el juicio de residencia al conquistador. La acusación fue desechada.
En este periodo, el conquistador intentó establecer cultivos de caña de azúcar, lo que no prosperó a diferencia de otros territorios como Cuernavaca y la región de los Tuxtlas. Lo que si fructificó en la zona fue el cultivo de trigo, y árboles frutales europeos así como la cría porcina.
Cortés y sus allegados dejaron Coyoacán en 1523 para asentarse en la nueva Ciudad de México, pero el pueblo conservaría su estatus de cabecera del corregimiento del mismo nombre perteneciente al Marquesado del Valle de Oaxaca, asignación territorial y por ende económica dada al conquistador en retribución por sus servicios a la Corona Española. Dicho corregimiento abarcó 34 poblaciones en el Valle de México. Los herederos de Cortés recibieron su instrucción póstuma de llevar sus restos a Coyoacán, para lo cual ordenó edificar —de ser posible no más de diez años luego de su muerte— un convento y una escuela que administraran las religiosas de la Concepción en ese sitio, a lo que sólo respondieron construyendo una capilla, que permanece hoy en la citada Plaza de la Conchita.
Luego de la muerte de Cuauhpopoca, su hijo Hernando Cetochtzin fue el heredero del poder en Coyoacán, el cual ejerció de 1521 a 1525 hasta que acompañó a Cortés a la expedición a Guatemala y murió ahí. Su hermano más joven Juan de Guzmán Ixtolinque asumió el poder, el cual le fue ratificado por Cortés en 1526 y ejerció el gobierno hasta su muerte en 1569. La edad de Juan de Guzmán, quién probablemente era un adolescente al recibir el poder, fue ejercido por Pablo Çacancatl o Zacanga, un noble coyoacanense, quien además recibió el título de Señor.
El sistema de encomiendas determinado para Coyoacán registró abusos para la población indígena. Ya en el virreinato de Luis de Velasco, el mandatario le hizo un juicio de residencia a don Juan de Guzmán por supuestos abusos a las autoridades indígenas locales, el cual fue ejecutado por el juez tlaxcalteca Lucas García. Para entonces la República de Indios de Coyoacán era una de las más grandes de la naciente capital, teniendo otros pueblos como dependencias lejanas en espacio, como Xalatlauhco, en el cercano Valle de Toluca. Si bien a nivel étnico la mayoría de la población indígena de Coyoacán finalizada de la conquista sería tecpaneca, se establecerían en el sitio indígenas de filiación mexica y hñañú en el siglo XVI.

### SigloXIX

Barrio de La Conchita a fines del

Durante el siglo XIX fue escenario de numerosos enfrentamientos entre facciones mexicanas contra los invasores extranjeros. En el Porfiriato fue adquiriendo su carácter de barrio acomodado, a costa del desplazamiento de los habitantes originarios.

### Primera mitad delSigloXX
A comienzos del siglo XX,  luego de ser una pequeña villa a ser un colonia de residencias porfirianas, es cuando comienza el verdadero proceso de urbanización de la zona, tales como: la fundación de la colonia de Carmen (bautizada en honor a Carmen Romero Rubio), la estación de tranvías: La factoría y Churubusco (Museo del Ejército y Fuerza Aérea Mexicana), al igual que la línea de tranvías eléctricos de Zócalo a Churubusco y Churubusco a San Ángel, así como algunas residencias de estilo art noveau, etc. Todo esto se desarrolló durante el periodo del Porfiriato.
En 1934, se sucita la matanza de las camisas rojas; en las afueras de la iglesia de San Juan Bautista.
En agosto de 1940, sucedió el segundo atentado y asesinato (al menos en México), del líder comunista soviético: León Trotski.
En 1945, fue inaugurada la avenida de la Taxqueña, (tramo que empieza desde el cruce con la Calzada de Tlalpan y finalizando hasta el entronque de la avenida de los Insurgentes. Años más tarde sería renombrado a Miguel Ángel de Quevedo, en honor al apóstol del árbol de la Ciudad de México.

### Segunda mitad delsigloXX
En 1980, se inaugura en conjunto los jardines Hidalgo y Centenario, ya desde finales la década de los 70, se proyecta la posibilidad de convertir el perímetro del Jardín de Coyoacán en Plaza Pública. Para ello se cerraron las vialidades que atravesaban la actual Plaza Central, se retiró el cableado del trolebús, instalación de jardines, fuentes, esculturas, asta de bandera, renivelación del kiosco central y bancas corredizas.

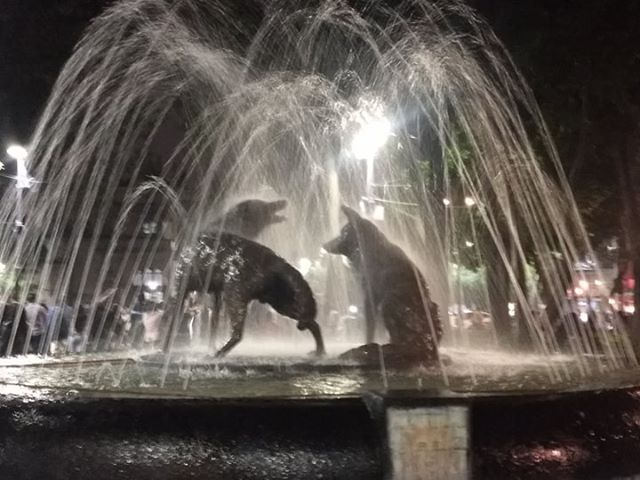
Vista de noche de la Fuente de los Coyotes.

La plaza se inauguró oficialmente en 1980, con la presencia del entonces presidente de México, José López Portillo, el delegado de entonces Leopoldo Sánchez Duarte y el regente del Departamento del Distrito Federal Carlos Hank González. Develando una placa con asta de bandera en base de forma piramidal, al mismo tiempo se develó, "La fuente de los coyotes" de Gabriel Ponzanelli, la estatua de Miguel Hidalgo de Luis Arias y la escultura La Familia de Josué Morales.
A partir de entonces se ha convertido en un punto turístico, de reunión familiar y paseos dominicales de la Ciudad de México.
El 13 de septiembre de 1981, también el mismo presidente, inauguró el Museo Nacional de las Intervenciones en el Ex convento de Churubusco, misma donde se encuentra el Monumento al mestizaje (originalmente localizado en el centro de Coyoacán y removido a su punto actual por motivos por la polémica figura de Hernán Cortés).
El 24 de septiembre de 1982 fue inaugurado el Museo Nacional de Culturas Populares por el entonces presidente José López Portillo y Guillermo Bonfil Batalla. Esto con la finalidad de promover las costumbres y tradiciones indígenas de México.
En 1982 fue inaugurada la escuela primaria Ingeniero Constitucional Julián Adame Alatorre, localizada en la esquina de Cuauhtémoc y Allende, colonia del Carmen. Originalmente construida los hijos de los trabajadores de la antigua Secretaría de Agricultura y Recursos Hidráulicos (SARH), luego Secretaría de Agricultura, Ganadería y Desarrollo Rural (SAGAR) y después Secretaría de Agricultura, Ganadería, Desarrollo Rural, Pesca y Alimentación (SAGARPA). Pero a mediados de la década de los 90, se decidió volver pública en su totalidad, (sin dejar de recibir a los hijos de los trabajadores de SAGARPA) y apartando las actividades extraescolares, (inglés, danza, computación, etc.) para los mismos hijos adscritos a SAGARPA). Cabe mencionar que en 1992, ocurrió una tragedia que marcaría la historia de esta institución, con el incendio de un autobús escolar y el deceso de varios alumnos y profesores de 6.º año en una excursión rumbo al Ajusco; lo cual provocó la remoción de la directora de entonces.
El 24 de marzo de 1982 se incendió la antigua sede de la Cineteca Nacional, localizado entonces en la calzada de Tlalpan y avenida Río Churubusco, (hoy Escuela Nacional de Arte Teatral del CENART), por razones desconocidas se dio el incendio desde la sala Fernando de Fuentes, que terminó con más de 6000 cintas de nitrato de celulosa, así como revistas, periódicos, grabados originales de Diego Rivera y demás patrimonio invaluable. Tras el incendio sucedido en marzo de 1982, las nuevas instalaciones fueron trasladadas provisionalmente en una casa de la calle de Orizaba en la colonia Roma, posteriormente inauguradas el 27 de enero de 1984, y así la Plaza de los Compositores de la avenida México-Coyoacán 389 se convirtió en la nueva sede de la Cineteca Nacional.
El gobierno adquirió una casa de estilo neocolonial ubicada en la calle de Salvador Novo en Coyoacán, la cual fue donada para que a partir de 1987 se convirtiera en el nuevo edificio del Museo Nacional de la Acuarela, lugar donde reside hasta el día de hoy.

## Patrimonio arquitectónico, cultural y ecológico civil de Coyoacán

### Centro de Investigación y Documentación Histórica de Coyoacán
El Centro de Investigación y Documentación Histórica de Coyoacán es un área dependiente de la Dirección General de Cultura de dicha alcaldía. Su inauguración oficial fue el 29 de septiembre de 1998 y tiene como objetivo "realizar trabajos de investigación documental y de campo referente al patrimonio documental tangible e intangible" de Coyoacán y con ello generar un repositorio que permitiera no sólo la consulta de interesados en el tema, académicos o público en general, además de ser fuente para la elaboración de diferentes trabajos de difusión y divulgación.
Mediante un convenio con el Archivo Histórico de la Ciudad de México -AHDF- consiguió que en conjunto con la Alcaldía se identificara, ordenara y describiera la sección Coyoacán del fondo de Municipalidades del AHDF.

## Indicadores sociales
La religión con mayor número de fieles es la católica. Sin embargo, en la zona de Villa Coyoacán y aledañas hay un importante número de congregaciones protestantes evangélicas. Coyoacán cuenta con bosques urbanos , como los Viveros o el parque de Huayamilpas, por citar solo dos. Dentro de los límites de esta alcaldía se encuentra la Universidad Nacional Autónoma de México, la más grande de América Latina.
Los museos ubicados en la alcaldía reúnen parte importante de la historia mexicana. Entre ellos, se cuentan el Anahuacalli; el Nacional de las Intervenciones y el de las Culturas Populares. También está el Centro Nacional de las Artes que ofrece espectáculos de teatro, música y danza, tanto nacionales como extranjeros.
La alcaldía cuenta con zonas como Pedregal de Santa Domingo, Cuadrante de San Francisco, Barrio de San Lucas, San Francisco Culhuacan, San Mateo Churubusco; Barrio de Niños de Jesús, Huayamiilpas y ciertas zonas de Ciudad Universitaria (UNAM).
- Destaca que la población estudiantil crece de año en año gracias a los jóvenes del interior del país que llegan a alguna de las universidades ubicadas en Coyoacán, Tlalpan o las delegaciones cercanas.

## Cultura
Banda Sinfónica de Coyoacán
El objetivo de la banda sinfónica es fomentar el gusto por la música y prestar un servicio comunitario presentándose en festividades religiosas, aniversarios de colonias, escuelas, ceremonias cívicas y conciertos varios para el disfrute de los coyoacanenses.
La banda sinfónica se forma en el año 1984 iniciando con 60 músicos. Con el tiempo se fue consolidando como una de las mejores Bandas Delegacionales, ya que sus integrantes eran músicos de las diferentes Orquestas Sinfónicas de Ciudad de México, Orquesta Sinfónica Nacional, Filarmónica de UNAM, Banda de Marina y Banda del Ejército, etc. En su trayecto se han interpretado diferentes programas de compositores clásicos como Johann Strauss, Maurice Ravel, G. Rossini, etc., y populares como Leroy Aderson, Leonard Berestain.
Sus directores han sido los maestros:
Gildardo Mojica Rubio (fundador de la Banda Sinfónica), (1984-1992).
José Guadalupe Mojica Rubio (1992-1994).
José Valerio Xolalpa Bueno (1994-2000).
Genaro Xolalpa Méndez (2000 a la fecha).
La Banda ha actuado con diferentes agrupaciones tales como la Orquesta Sinfónica Nacional, la Banda Sinfónica del Ejército, la Banda de Guerra de la Secretaría de Marina, la Orquesta Sinfónica del Politécnico y la Orquesta Filarmónica de la Universidad Nacional Autónoma de México y la Filarmónica del Bajío. Actuando en diferentes estados de la República como Tlaxcala, Puebla, Guadalajara, Hidalgo y San Luis Potosí.
Los principales eventos en los que ha participado son: La Flor más Bella del Ejido, Festival de Bandas de la Ciudad México, Festival de Jazz, Día de la Música, Festivales de la Escuela de Bellas Artes, Fiestas Patrias, Palacio del Arzobispado, así como diferentes presentaciones en las Diferentes Demarcaciones de Ciudad de México y en los Centros de Readaptación Social, pertenecientes al Sistema Penitenciario.
Orquesta Sinfónica de Coyoacán
El 10 de agosto de 1984 la Orquesta Sinfónica de Coyoacán (OSC) ofreció su primer concierto, a lo largo de estos 29 años ha llevado la cultura musical a diversos sectores de la población, presentándose en diversos escenarios de gran importancia como el Centro Nacional de las Artes, la Sala Nezahualcóyotl, el Álcazar del Castillo de Chapultepec, el Museo Diego Rivera- Anahuacalli, y en los principales Foros y Casas de Cultura de Coyoacán.
La OSC fue fundada bajo la batuta del Mtro. Miguel Bernal Matus, quien estuvo al frente de la Orquesta durante siete años, y ha sido dirigida por Maestros de gran trayectoria como Luis Samuel Saloma, Armando Ramos, José Luis Bustillos, entre otros; actualmente el Mtro. Alfredo Ibarra es su director titular.
Alfredo Ibarra, se graduó como director en el Conservatorio Nacional de Música, estudiando con Istvan Horvath. Posteriormente hizo estudios de posgrado en el Conservatorio Nacional de Maastricht, Holanda con Antón Kersjes y con Sergiu Celibidache, en Múnich, Alemania. Ha dirigido algunas de las más importantes orquestas sinfónicas de México y de Europa, también ha dirigido ópera y ballet. Ha sido merecedor de innumerables reconocimientos, como el Premio Nacional de la Juventud, la Medalla de Oro Wolfgang Amadeus Mozart por el Instituto Cultural Domecq. En ese mismo año grabó una serie de discos compactos para el sello Guild con el Dr. Franz Hauk y la Orquesta Filarmónica de Ingolstadt, Alemania, de la cual es a partir de esa ocasión, director invitado principal.
La OSC es, hoy día, una pieza muy importante en la tarea de difundir la cultura a través de la música para que la sociedad, sin importar su condición socioeconómica, pueda acceder de manera gratuita a este tipo de espectáculos de gran calidad.
La OSC ha ofrecido conciertos innovadores así como de alto nivel de ejecución, como el concierto denominado "Sinfonía Electrónica" un espectáculo con elementos multimedia, que después de haberse presentado en Shanghái y diversos países de Europa se estrenó en México, teniendo como escenario el Jardín Hidalgo. Otro ejemplo del estilo atrevido y profesional de la OSC es la conmemoración del centenario luctuoso de uno de los grandes compositores austriacos, Gustav Malher, con la ejecución de su "Sinfonía N.º 1", a manera de homenaje para este gran genio creador, incluyendo a más de 20 músicos extras, con resultados extraordinarios.

## Política

### Delegados
- (1976 - 1982):  Leopoldo Sánchez Duarte
- (1982 - 1988):  Fructuoso López Cárdenas
- (1988 - 1991):  Fausto Zapata Loredo
- (1991 - 1994):  Carlos Salomón Cámara
- (1994 - 1997):  Carlos Cabal Peniche
- (1997 - 1999):  Arnoldo Martínez Verdugo
- (1999 - 2000):  Laura Itzel Castillo

### Jefes delegacionales
- (2000 - 2003):  María Rojo e Incháustegui
- (2003):  Raúl Antonio Flores García
- (2003 - 2006):  Miguel Bortolini Castillo
- (2006 - 2009):  Heberto Castillo Juárez
- (2009 - 2012):  Raúl Antonio Flores García
- (2012 - 2015):  Mauricio Toledo Gutiérrez
- (2015 - 2018):  Valentín Maldonado Salgado
- (2018):  Edgar Jiménez Santillán (sustituto)

### Alcaldes
- (2018 - 2021):  Manuel Negrete Arias
- (2021):  Rigoberto Ávila Ordóñez (interino)
- (2021 - 2027):  Giovani Gutiérrez Aguilar

## Sitios de interés

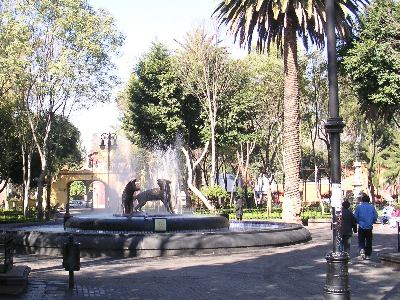
El Jardín Hidalgo, con la Fuente de los Coyotes.

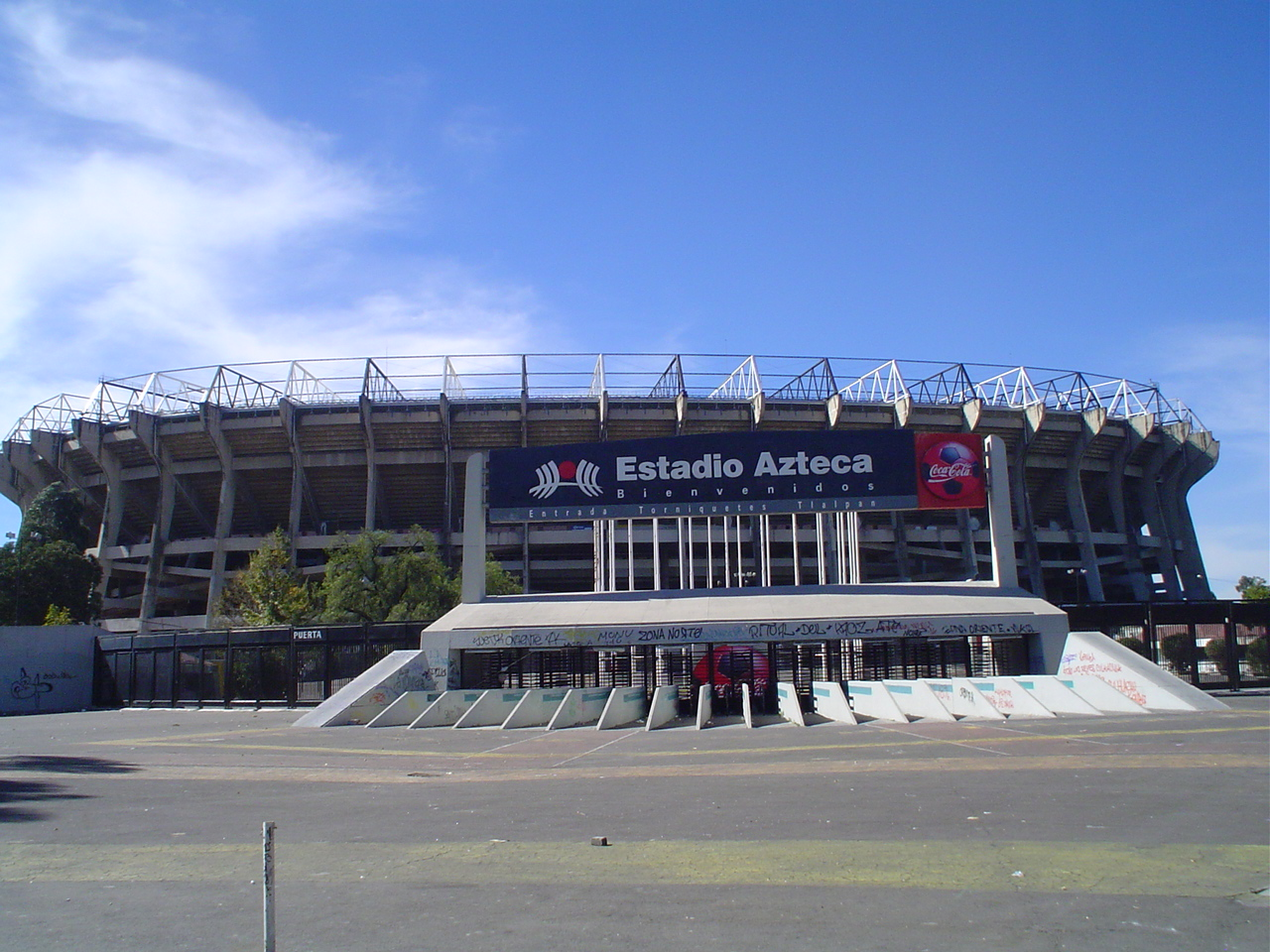
El Estadio Azteca.

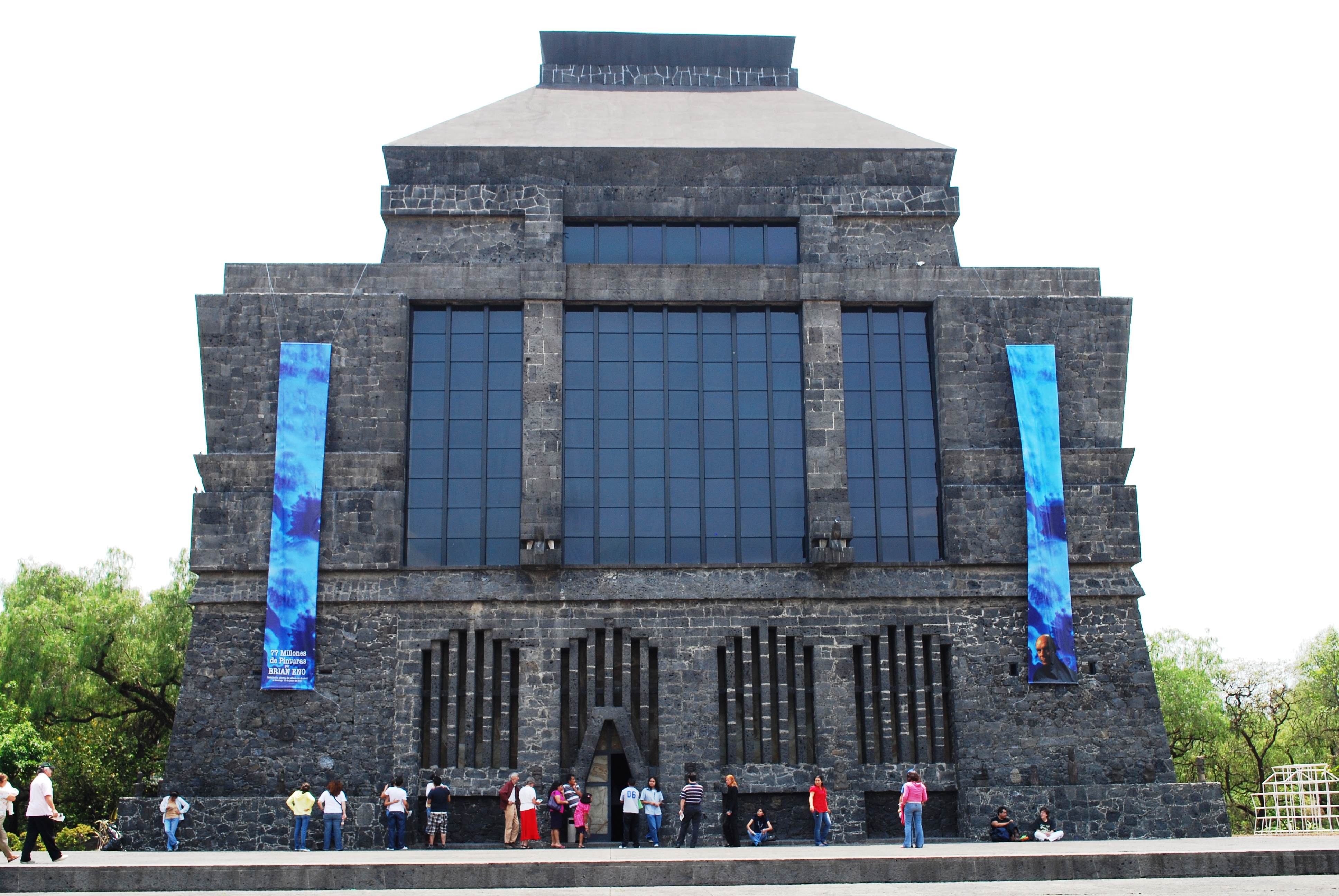
El Museo Anahuacalli

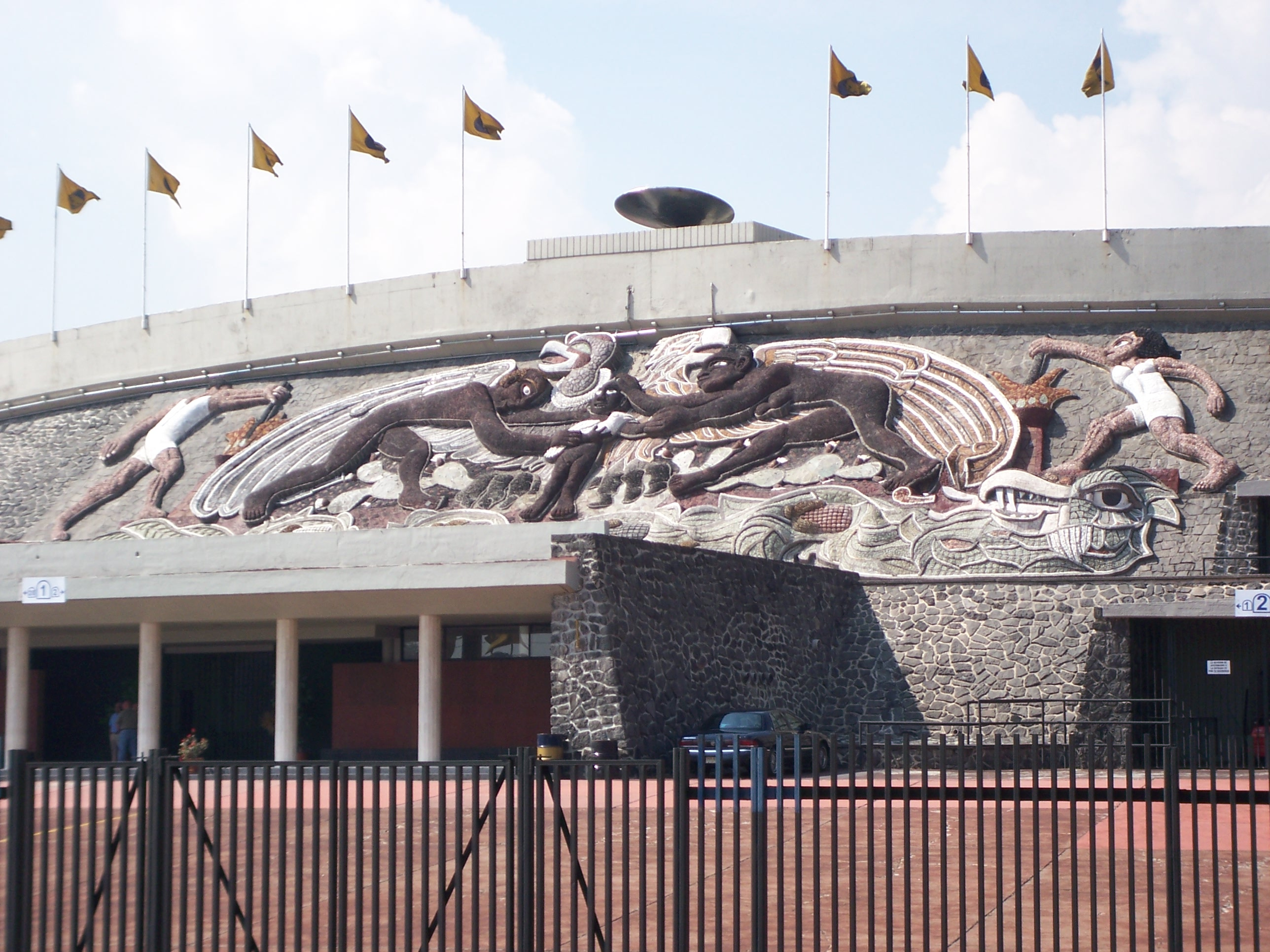
El Estadio Olímpico Universitario.

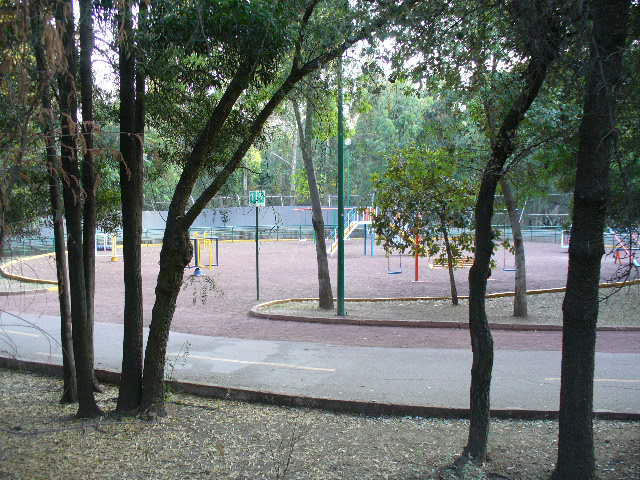
Interior del Zoológico.

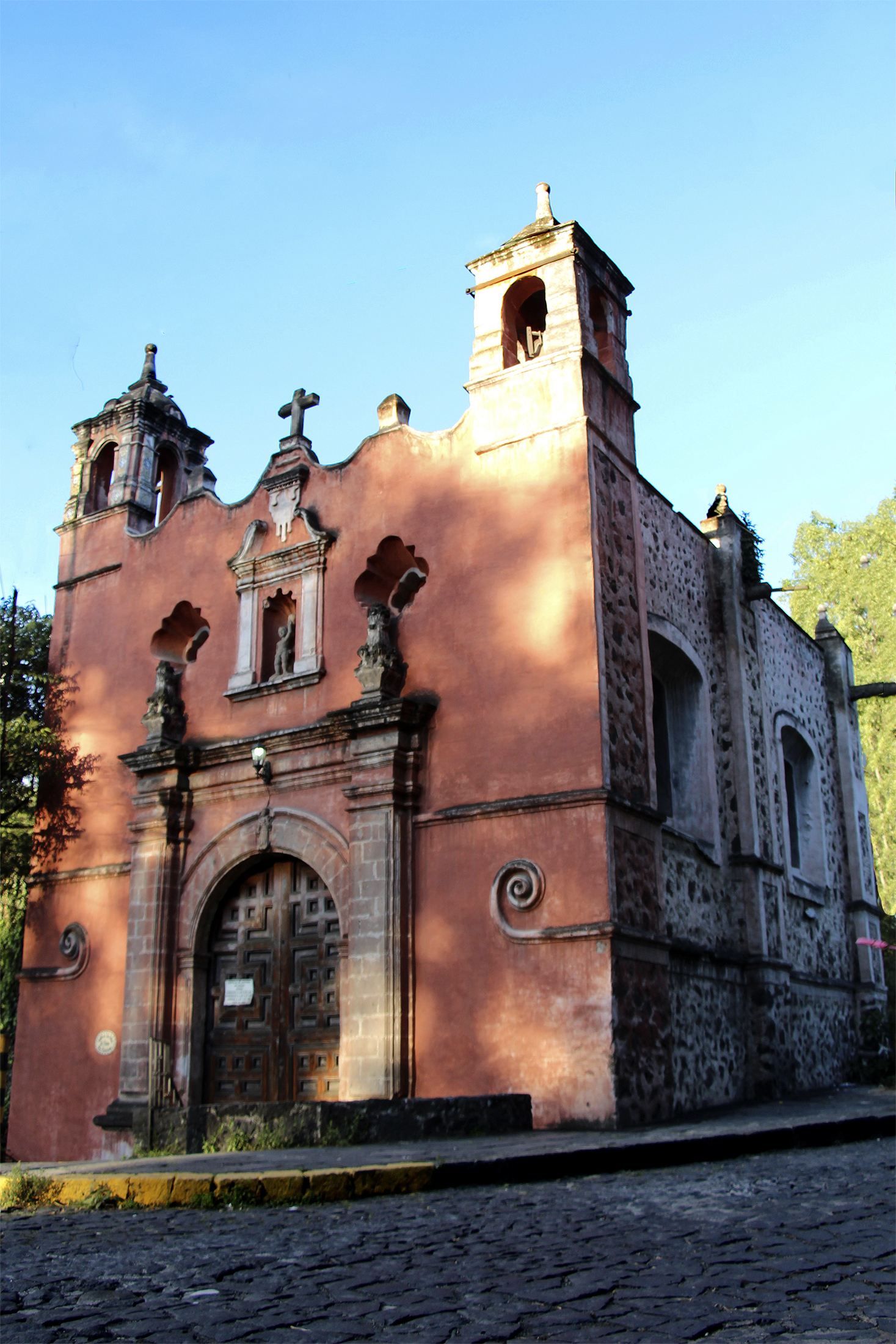
El Templo de San Antonio Panzacola.

Dos de los principales puntos de interés son los jardines del Centenario y el Hidalgo (también conocido como el parque de los coyotes), en los concurrían anteriormente todo tipo de personas sin importar cultura religión o clase social —artistas gráficos, lectores de tarot, adivinos, comerciantes—; normalmente, se los podía encontrar alrededor de la Fuente de los Coyotes. Hoy en el interior del jardín está el Mercado de Artesanías de Coyoacán. Los viveros de coyoacán, con abundantes especies vegetales, es visitado por mucha gente y sirve asimismo como espacio para la ejercitación.
También, se encuentra en la colonia Ajusco, el parque Huayamilpas que es un centro Deportivo y Cultural, donde se puede encontrar el jardín botánico de cactáceas, canchas deportivas, juegos infantiles. Actualmente se encuentra en remodelación para mejorar las instalaciones.
La Plaza y Capilla de la Concepción, conocidas como La Conchita, fue la primera Iglesia edificada en la Nueva España. Los indicios históricos apuntan a que fue en este lugar donde se celebró la primera misa en el territorio que habría de ser el corazón del virreinato. Posteriormente se edificaron la Capilla Santa Catalina de Siena, también conocida como Santa Catarina, que fue capilla de indígenas o capilla abierta, y el templo y convento de San Juan Bautista, famoso por su belleza de pinturas y retablos.
Dentro de esta alcaldía podemos encontrar atractivos gastronómicos característicos de la misma como el Café El Jarocho, fundado por Gil Romero y Bertha Paredes trabajadores de una tienda de semilla y frutas traídas de Veracruz, Posteriormente Bertha Paredes queda como dueña de ese negocio que más tarde se cambiaría de lugar a las calles de Cuauhtémoc y Allende dando lugar a Café El Jarocho donde se elaboraba el café de olla, café negro y café con leche de forma totalmente artesanal ya que no se disponía de cafeteras. Gracias a la demanda de café de los vecinos se adquirió una cafetera industrial con la cual se comenzó la venta de bebidas más específicas como exprés, capuchino y americano.
También podemos encontrar las famosas quesadillas del mercado de Coyoacán El sabor del aceite, una y otra vez, es el plus de las quesadillas del mercado, con variedades suficientes para pasar por ahí siete días a la semana.
De lo más característico en el centro de Coyoacán son los churros, y más ricos aun si están rellenos, tienen una variedad inmensa aquí y todos los sabores muy originales. La mayoría están rellenos de queso crema con alguna mermelada y los clásicos de cajeta, chocolate y rompope; el de pay de limón y Baileys.
En la alcaldía Coyoacán se encuentran la Ciudad Universitaria de la UNAM, la Plaza de Churubusco y el exconvento del mismo nombre, parques y jardines como, además de los ya citados, el Frida Kahlo, la Alameda del Sur está ubicada al sur de la Ciudad de México y constituye uno de los sitios de esparcimiento más concurridos de la alcaldía además de que es uno de los principales pulmones del área, al contar con amplias zonas verdes. Los visitantes tienen opciones de entretenimiento como el tren que recorre el parque, un foro al aire libre donde periódicamente se realizan actividades culturales como concursos de danzón, presentación de grupos musicales, exposiciones, se organiza un multitudinario festejo y en la época de Navidad el lugar se llena con escenas alusivas para tomarse la fotografía, fue inaugurada en 1987 para beneficio de la zona), los parques Xicotencatl, Masayoshi Ohira y ecológico Huayamilpas entre otros; los museos Anahuacalli, de León Trotsky, de Frida Kahlo, Nacional de las Intervenciones, de la Acuarela, del Automóvil, de las Culturas Populares;, el Kiosco así como la biblioteca General Vicente Guerrero; el zoológico regional Los Coyotes, donde se exhibe fauna endémica y nativa del Valle de México.
Algunas de las casas históricas en Coyoacán son: la casa Colorada, la de los Camilos, la Casa Municipal, la casa de Diego de Ordaz; la Casa-Fortaleza de Emilio Fernández, la casa de Alvarado y la de la actriz Dolores del Río.
Entre los centros comerciales más populares se encuentran Perisur, Gran Sur, Galerías Coapa y Oasis Coyoacán, entre otros.
El museo Anahuacalli, ubicado en la colonia San Pablo Tepetlapa, cercano a la estación del tren ligero Xotepingo, fue edificado con la idea de un templo ceremonial prehispánico para albergar las colecciones personales del mismo origen de Diego Rivera, quien lo donó al pueblo de México.
Algunos de los teatros que se encuentran ubicados en esta alcaldía son el Rafael Solana, el Juan Luis de Alarcón, el Santa Catarina, el Foro Sor Juana Inés de la Cruz, el Centro Nacional de las Artes, entre otros.
El Centro Cultural Universitario es el conjunto cultural más importante de la Ciudad Universitaria y aloja a la Coordinación de Difusión Cultural. Los recintos más destacados en este conjunto son las salas Nezahualcóyotl —por la cual han desfilado incontables orquestas, grupos y solistas por su magnífico escenario, planeado cuidadosamente en su arquitectura por los arquitectos Arcadio Artis y Orso Núñez, y en su acústica por Christopher Jaffe—, la Miguel Covarrubias —donde se presentan mayoritariamente espectáculos de danza, aunque a veces se dan también óperas— y la Carlos Chávez; además del nuevo Museo Universitario Arte Contemporáneo (MUAC) y del Universum.
En el corazón de la alcaldía, también se puede visitar la Alberca Aurora, la más antigua de Ciudad de México, actualmente y bajo el mandato del Jefe Delegacional Mauricio Toledo, fue remodelada. Reabriendo sus puertas en enero de 2015 y misma que alberga a una comunidad muy diversa, grande y popular. A pesar de no contar con un sitio oficial se puede visitar su página en Facebook, donde se encuentra como "Alberca Aurora Oficial".
Además de La Aurora, en la alcaldía Coyoacán también se encuentran otras albercas públicas como: la Alberca Bicentenario Benito Juárez García, sito en Av. Santa Anna y Calz. de la Virgen, Col. Avante; la Alberca Fernando Martí Haik, ubicada en Chaucingo esq. Tejamanil, dentro de las instalaciones del Deportivo El Copete, Col. Pedregal de Santo Domingo; la Alberca Emiliano Zapata, localizada en San Raúl esq. San Leòn, Col. Santa Úrsula; la Alberca Huayamilpas, situada en Rey Nezahualcóyotl, esq. Yaquis, Col. Ajusco; la Alberca Gonzalo Martínez Corbalá, que forma parte del Deportivo Francisco J. Mújica, en Calz. de la Virgen (Canal Nacional), Unidad Habitacional CTM Culhuacán; y la Alberca del Polideportivo Culhuacanes, que se encuentra en Av. Taxqueña entre Ejido Santa Isabel Tola y Heroica Escuela Naval Militar, Col. Ampliación San Francisco Culhuacán.
En la esquina que conforman la calle principal, conocida como Francisco Sosa (y llamada tiempo atrás Calle Real); se encuentra la pequeña Capilla de Panzacola, dentro del Templo de San Antonio Panzacola, construida a fines del siglo XVIII, y cuya fachada preside la figura de San Sebastián; su ábside semicircular llama la atención porque recuerda a los torreones medievales de los castillos europeos.

### Patrimonio arquitectónico, cultural y ecológico civil de Coyoacán
Aquí una lista completa de los sitios emblemáticos tanto del centro del centro histórico como de la delegación política de Coyoacán.

| Nombre                                         | Imagen | Descripción |
| ---------------------------------------------- | ------ | --- |
| Casa Azul                                      |        | Casa donde vivió toda su vida la pintora Frida Kahlo. La Casa Azul data de 1904, tiene una construcción de 800 metros cuadrados y un terreno de mil 200 metros cuadrados. El padre de Frida, Guillermo Kahlo la construyó conforme a la costumbre de aquella la época con un patio central con los cuartos rodeándolo, el exterior era totalmente afrancesado. Posteriormente Diego Rivera y Frida Kahlo le dieron un estilo que reflejó su admiración por los pueblos de México. |
| Fuente de los Coyotes                          |        | Diseñado por el escultor Gabriel Ponzanelli (1942-2019), originalmente se encontraba en la Glorieta de los Coyotes. (Av. Universidad y Miguel Ángel de Quevedo) y trasladado a su punto actual Jardín Centenario. |
| Casa de Alvarado                               |        | Este reconocido inmueble del barrio de Coyoacán fue construido a mediados del siglo XVIII y era antiguamente conocido como “Quinta Rosalía”; el nombre actual le fue otorgado por la arqueóloga Zelia Nutall, quien la habitó entre 1902 y 1933. Desde entonces hasta 1977 fue propiedad de la familia Miller. En los años que la investigadora vivió en la propiedad, fue visitada por numerosas personalidades, entre ellas Alfredo Ramos Martínez, fundador de la "escuela pintura al aire libre", el ingeniero e investigador Miguel Ángel de Quevedo, así como por Juan Chauveau, (tío abuelo del que fue cronista de Coyoacán Luis Everaert). También fue habitada por Luis Echeverría y en el lugar estuvieron las oficinas del exsecretario de gobernación Esteban Moctezuma Barragán y la fundación Octavio Paz . Desde 2007 es la Fonoteca Nacional. |
| Museo Casa de León Trotsky                     |        | |
| Iglesia de San Juan Bautista.                  |        | La parroquia de San Juan Bautista, construido a principios del siglo XVI, donde ofrecen: misas, bodas, bautizos, primeras comuniones, etc. |
| Casa de Diego de Ordaz en Coyoacán.            |        | |
| El Puente de San Antonio y Panzacola.          |        | |
| Parque Frida Kahlo                             |        | Caracterizado como uno pocos lugares tranquilos de la zona. Se localizado en el Barrio de la Concepción, fue inaugurado en 1984, que cuenta con: 2 estatuas de Frida Kahlo y Diego Rivera una estatua de Frida Kahlo, ( encima de una diminuta priramide) y una fuente con una mujer de rodilas e hincada , todas son obras del escultor Mexicano: Gabriel Ponzanelli. El espacio se recuperó para mejorar la imagen de la zona, ya que anteriormente eran lotes baldíos convirtiéndolo en un lugar para realizar ferias ganaderas, luego una fábrica de textiles, y al final en un parque vecinal. Los fines de semana hay actividades culturales, deportivas y recreativas para toda la familia. En algunas ocasiones se ha organizado en este lugar la tradicional Feria del Tamal de Coyoacán. |
| Churubusco, (museo de las intervenciones).     |        | Antiguo templo dedicado a Huitzilopochtli, después convento dominico y aquí se gestó la batalla de Churubusco en 1847. En la época de los aztecas era un adoratorio dedicado al dios Huitzilopochtli,( dios de la guerra Mexica) con la llegada de los conquista española en 1538, bajo las órdenes de Fray Juan Zumárraga, y los franciscanos se decide construir un convento sobre el basamento del Teocalli, el convento de Nuestra señora de los Ángeles, que desde ese entonces se le conoce como el Convento de Churubusco, nombre castellanizado de Huitzilopochco. E templo del siglo XVI fue sustituido por otro ampliado a mediados del siglo XVII. El 20 de agosto de 1847, se realizó la gran batalla entre las tropas norteamericanas de Winfield Scott y las tropas mexicanas del General Pedro María Anaya , conocido coma la " Batalla de Churubusco". En 1919, se inauguró el museo de sitio de Churubusco, en la cual exhibían: piezas del Museo de Artillería, Escuela Nacional de Bellas Artes y de coleccionistas particulares. El 13 de septiembre de 1981, el inmueble abrió sus puertas como Museo Nacional de las Intervenciones, cuyo discurso gira en torno a los hechos que fueron conformando la identidad nacional y la política exterior mexicana actual con base en dos conceptos fundamentales: la no intervención y la autodeterminación de los pueblos. Con más de 10 salas dedicada a las intervenciones extranjeras en México, cuenta con: Maquetas, Vestuarios, Cañones donados por el gobierno de Veracruz y demás objetos museográficos. |
| La Iglesia de la Conchita.                     |        | |
| Museo Nacional Acuarela.                       |        | |
| Palacio de Cortés, Coyoacán.                   |        | Según varios historiadores y arqueólogos, Hernan Cortes no pudo haber vivido en el edificio actual de la delegación, ya que el edificio data del siglo XVIII y Hernán Cortés pudo haber vivido en lo que es actualmente la "Casa de la Malinche" ya que es la única casa original que data del siglo del siglo XVI. |
| UNAM Biblioteca central.                       |        | El campus donde se encuentra actualmente, fue inaugurado en 1952. |
| Casa Fortaleza de Emilio Fernández             |        | La casa del director y actor de cine "El Indio" Fernández fue diseñada y construida, por encargo suyo, por el arquitecto Manuel Parra Mercado y fue escenario de filmación de una gran cantidad de películas incluyendo "El Rapto" (1953) que fue la última de Jorge Negrete. |
| Iglesia de San Diego Churubusco.               |        | |
| Unidad Médica Coyoacán.                        |        | |
| Antigua estación "La Factoría".                |        | Este edificio fungió durante la época del porfriato, como estación del paso de tranvías de la Ruta: Zócalo-San Ángel, funcionó de 1900-1910. |
| Restaurante-Bar "Los Camilos".                 |        | |
| Museo Nacional de las Culturas Populares.      |        | |
| Casa de los naranjos.                          |        | |
| Restaurante La Posta, avenida Pacífico y Asia. |        | Restaurante fundado en el año del 2001,( siendo la primera sucursal de esta empresa), asentado en una casa del siglo XIX ( donde era la parada del ferrocarril México-Tlalpan) y ofrece lo mejor de la comida italiana y cuenta con dos sucursales más en la zona de Coyoacán . |
| Iglesia de Santa Catarina.                     |        | |
| Casa de la cultura Jesús Reyes Heroles.        |        | Desde 1985 es la "casa de la cultura Jesús Reyes Heroles" . |
| Casona Francisco Sosa 202.                     |        | Sabemos que en 1780, terreno y casa pertenecían a Don Juan de Luna Celis, quien en una esquina del terreno instaló una pequeña fábrica de papel, aprovechando la “estructura que se encuentra frente a la Plazuela de Santa Catarina” y su capilla; para 1807 hay noticia que “se edificó una hermosa casa con ajaracas y balcones, que con dirección al mediodía se refresca hacia frondosos jardines que llegan hasta las canteras...” |
| Exhacienda de San Pedro Mártir                 |        | |
|                                                |        | A partir de 1990 y hasta 1998, las oficinas de Vuelta se localizan en Presidente Carranza n.º 210, Coyoacán, en Ciudad de México. Octavio Paz fungió como director y presidente de la revista hasta su muerte, acaecida en abril de 1998. En el último número de Vuelta (n.º 261), de agosto-septiembre de 1998, se reproducen textos de números anteriores. |
| Casa González de Cosío-Acosta en               |        | Edificada entre 1893 y 95 como residencia campestre para Julia María, Luz, Manuel y Emilia, hijos del general Manuel González de Cosío Tamayo y su esposa doña Luz Acosta Codina, la casa se conserva –con algunas modificaciones y habiendo perdido parte del predio– en el N.º 409 de la calle Francisco Sosa del Barrio Santa Catarina –Coyoacán–, y es frecuentemente usada como telón de fondo para diversas producciones televisivas… Don Manuel González de Cosío Tamayo fue destacado militar y político mexicano, que sirvió al lado de Porfirio Díaz, fue gobernador del estado de Zacatecas, diputado federal, senador de la República y presidente municipal de la Ciudad de México; desde 1891 fue titular de diferentes secretarias en el gabinete de Díaz y residió en su casa de Coyoacán hasta 1913. |
| Instituto Cultural Mexicano Japonés, A.C.      |        | El Instituto Cultural Mexicano Japonés, es una institución dedicada a la enseñanza del idioma japonés y la difusión de la cultura japonesa. Desde su fundación, el instituto siempre ha sido una asociación civil sin fines de lucro y sus cursos de idioma japonés están destinados a personas mayores de 15 años de edad, cuya lengua materna no sea el japonés. A través de la difusión de la cultura japonesa y de la enseñanza del idioma japonés en México, se desea contribuir al intercambio cultural y la comprensión mutua entre México y Japón. |
| Parque Masayoshi Ohira                         |        | Ubicado en la colonia Churubusco Country Club, rodeada por el Club Campestre y los Estudios Churubusco; en esta colonia se inauguró el parque "La Pagoda" en 1942, por el entonces regente de la ciudad, Javier Rojo Gómez. Sin duda la característica más emblemática de aquel parque era una pagoda de tres pisos, lugar que fungía como oficina de bienes raíces del barrio (es por este motivo que hoy por hoy se sigue conociendo como el Parque La Pagoda). En mayo de 1980 el primer ministro de Japón Masayoshi Ōhira realizó la primera visita oficial a México con el fin de mejorar las relaciones bilaterales entre ambos países. Con este motivo se decidió remodelar el parque, y darle su actual diseño tradicional japonés, incluyendo una portal torii en medio de un pequeño lago.1 4 En 2014 fue remodelado integralmente al permanecer por casi dos décadas sin mantenimiento, con fondos donados por la Asociación México Japonesa —que también donó cerezos para ser plantados—, la Embajada del Japón en México y la delegación Coyoacán. Además de la presencia de autoridades de México y de Japón, en la reinauguración del parque estuvo presente Tomonori Ohira, hija de Masayoshi Ōhira, quien falleció un mes después de la visita de estado en 1980.5 Además de las estructuras japonesas, existe una casa para adultos mayores.4 Al parque le fueron plantadas diversas especies de árboles que crecen en Japón como arces, peonias, wisterias, ciruelos y cerezos.                                                                              |
| Centro Cultural Veracruzano                    |        | Fue inaugurado en 1992, entre el patronato del gobierno del estado de Veracruz y donde se promueve eventos en el fomento de la cultura y el folklore tradicional Jarocho. Tambienj cuenta con un teatro en donde sehan exhibido grandes obras con lactores y actrices degran talla nacional |

## Barrios, pueblos y principales colonias
Barrios
- Santa Catarina
- El Niño Jesús
- San Francisco
- La Concepción
- San Lucas
- San Mateo
- San Diego
- Oxtopulco

Pueblos
- Los Reyes
- La Candelaria Coyoacán
- Santa Úrsula Coapa
- San Pablo Tepetlapa
- San Francisco Culhuacán

Principales colonias
- Villa Coyoacán
- Del Carmen
- La Concepción
- Santa Catarina
- San Lucas
- Cuadrante de San Francisco
- Barrio del Niño Jesús
- Parque San Andrés
- San Diego Churubusco
- Copilco Universidad
- Los Reyes
- El Rosedal
- La Candelaria Coyoacán
- Romero de Terreros
- Paseos de Taxqueña
- Campestre Churubusco
- Prado Churubusco
- Educación
- Avante
- Santa Úrsula Coapa
- Rancho Las Cabañas
- Pedregal de Santo Domingo
- Ajusco (estas dos últimas surgieron de inmigrantes llegados de estados como Guerrero, Oaxaca y Michoacán)
- Insurgentes Cuicuilco
- Una parte de Villa Coapa
- Espartaco
- El Pedregal de Carrasco
- La Villa Panamericana o Unidad Habitacional Pedregal de Carrasco
- Nueva Díaz Ordaz
- Adolfo Ruiz Cortinez

## Educación

### Escuelas primarias y secundarias (colegios)
Escuelas primarias
- Andrés Quintana Roo
- Héroes de Churubusco
- República de Nicaragua.
- Centro Educativo Tenochtitlán CET
- Reino de Jordania
- Tecayehuatzin
- Profesor Jesús Silva Herzog
- General de División Marciano González
- República de Checoslovaquia
- Activa Paidós
- República de Guatemala
- República de Finlandia
- Profesor Fernando Brom Rojas
- Centenario de Juárez
- República de Suazilandia
- Profesor Samuel Delgado I. Moya
- Profesor Francisco Javier Lilly Huerta
- Profesor Anton Semionovich Makarenko
- Fundación de México
- Liberal
- Esperanza López Mateos
- Ejército Nacional
- Xitle
- 21 de agosto de 1944
- Martín Luis Guzmán
- Profesor Librado Rivera

Escuelas secundarias
- Diurna Número 35 «General Vicente Guerrero»
- Diurna Número 130 «Guadalupe Ceniceros de Zavaleta»
- Diurna Número 139 «José Enrique Rodó»
- Diurna Número 127 «Ramón López Velarde»
- Diurna Número 145 «José Guadalupe Nájera Jiménez»
- Diurna Número 149 «David Alfaro Siqueiros»
- Diurna Número 178 «Madame Curie»
- Diurna Número 188 "Aztecas"
- Diurna Número 208 «Salvador Díaz Mirón»
- Diurna Número 157 «Juan Amós Comenio»
- Diurna Número 280 «Max Shein»
- Diurna Número 101 «Ludwig van Beethoven»
- Diurna Número 150 «Ángel Salas Bonilla»
- Diurna Número 256 «Delegación Coyoacán»
- Técnica Número 1043 «Luis Enrique Erro»
- Técnica Número 1084 «Belisario Domínguez Palencia»
- Centro de Educación Artística (CEDART) «Diego Rivera»
- Técnica Número 64
- Técnica Número 17 "Artes Decorativas"
- Técnica Número 67 «Francisco Díaz de León»
- Técnica Número 49 «José Vasconcelos»
- Diurna Número 229 «Ludmila Yivkova»

Preparatorias
- Escuela Nacional Preparatoria 6
- Centro de Estudios Tecnológicos Industrial y de Servicios 2
- Colegio de Bachilleres 4
- Colegio de Bachilleres 17
- Centro de Estudios Científicos y Tecnológicos 13 (IPN)
- Colegio de Ciencias y Humanidades Plantel Sur
- Centro de Estudios Superiores Navales
- Centro de Educación Artística (CEDART) «Diego Rivera»

Escuelas internacionales
- Liceo Franco Mexicano Plantel Coyoacán

Otras escuelas privadas
- Centro de Aención Múltiple 31 CDMX
- Colegio Olinca Plantel Periférico[59]
- Escuela Mier y Pesado[60]
- Colegio Anglo Mexicano de Coyoacán en Colonia San Francisco Culhuacán[61]
- Colegio Anglo Americano de Coyoacán en Fraccionamiento Paseos de Taxqueña[61]
- Escuela Moderna Americana en Romero de Terreros[62]

### Universidades
- Universidad Nacional Autónoma de México
- Escuela Nacional de Conservación Restauración y Museografía
- Facultad de Música
- Escuela Superior de Música
- Centro Nacional de las Artes
- Casa del Teatro A.C.
- Universidad Autónoma Metropolitana-Xochimilco
- Escuela Superior de Ingeniería Mecánica y Eléctrica (IPN)
- Colegio Libre de Estudios Universitarios (Criminología y Criminalística)
- Universidad Icel Campus Tlalpan Coyoacán
- Universidad Latina Campus sur
- Universidad del Valle de México (Campus Coyoacán)

## Bibliotecas públicas
- Raúl Anguiano (Ajusco Coyoacán)
- Adolfo Ruiz Cortines (DIF-DIF Pedregal de Santo Domingo)
- Alejandro Galindo (Pedregal de Santa Úrsula)
- Dr. Mario de la Cueva (Calzada de la Virgen)
- Emilio Portes Gil (Ajusco Coyoacán)
- Ignacio Ramírez (El Carmen)
- Lic. Benito Juárez (Pedregal de Santo Domingo)
- Rey Nezahualcóyotl (Ajusco)
- Ricardo Flores Magón (Carmen Serdán)
- Villa Panamericana (Pedregal de Carrasco)
- CDC Francisco I. Madero (DIF-DF, Col. Ajusco)
- C.F. 20 Nezahualcóyotl (Col. Adolfo Ruiz Cortines)
- CDC Familia Juárez Maza (DIF-DF, Col. Pedregal de Santo Domingo)
- José Rosas Moreno (Col. Educación)
- Elena Poniatowska (Col. Pedregal de Santo Domingo)
- León Felipe (Pueblo de Los Reyes)
- Biblioteca Central Delegacional Gral. Vicente Guerrero (Col. Las Campanas)
- Ing. Heberto Castillo Martínez (Col. Pedregal de Santa Úrsula)

## Transportes

### Metro de la Ciudad de México
| Estación                 | Línea |
| ------------------------ | ----- |
| General Anaya            |       |
| Tasqueña                 |       |
| Viveros/Derechos Humanos |       |
| Miguel Ángel de Quevedo  |       |
| Copilco                  |       |
| Universidad              |       |
| Mexicaltzingo            |       |

### Metrobús
- Ciudad Universitaria (Línea 1)
- Centro Cultural Universitario (Línea 1)
- Perisur (Línea 1)
- Cafetales (Línea 5)
- ESIME Culhuacán (Línea 5)
- Manuela Sáenz (Línea 5)
- La Virgen (Línea 5)
- Tepetlapa (Línea 5)
- Las Bombas (Línea 5)
- Vista Hermosa (Línea 5)
- Calzada del Hueso (Línea 5)

### Tren Ligero
- Taxqueña
- Las Torres
- Ciudad Jardín
- La Virgen
- Xotepingo
- Nezahualpilli
- Registro Federal
- Textitlán
- El Vergel
- Estadio Azteca

## Ferias

### Feria del Tamal
Coyoacán es un lugar donde con el paso del tiempo, debido al auge que ha tenido como lugar cultural, se ha convertido en sede de diversas ferias y espectáculos culturales. En ese sentido, derivado de las fiestas tradicionales, en este lugar se celebra la feria del tamal, llevada a cabo para conmemorar y enmarcar las fiestas de la candelaria, cabe señalar que también es en esta alcaldía donde se encuentra el barrio de la Candelaria, lugar en el que se celebra con especial entusiasmo dicha festividad, ya que es la principal fiesta de dicho barrio.
En esta feria del tamal podemos encontrar representación muy diversas de dicho producto, y es que resulta que no solo encontremos productos mexicanos, también tamales de diversas partes del continente americano.

## Relaciones

### Hermanamientos
- Saltillo, México (1995)[63][64]
- Condado de Arlington, Estados Unidos (2010)[65][66]
- La Reina, Chile (2012)[67][68]
- Clifden, Irlanda (2012)[69]